# Joan Cherono
Joan Cherono (* 20. Juni 1991 in Vihiga) ist eine kenianische Leichtathletin, die sich auf den Sprint spezialisiert hat.

## Sportliche Laufbahn
Erste internationale Erfahrungen sammelte Joan Cherono bei den Commonwealth Games 2018 im australischen Gold Coast, bei denen sie im 200-Meter-Lauf mit 25,10 s in der ersten Runde ausschied. Im August schied sie bei den Afrikameisterschaften in Asaba mit 12,20 s im Vorlauf über 100 Meter aus und gewann mit der kenianischen 4-mal-100-Meter-Staffel in 45,58 s die Bronzemedaille hinter Nigeria und der Elfenbeinküste. Bei den IAAF World Relays 2019 in Yokohama ging sie mit der 4-mal-200-Meter-Staffel an den Start, konnte den Lauf aber nicht beenden. Ende August gewann sie bei den Afrikaspielen in Rabat mit der 4-mal-100-Meter-Staffel in 45,44 s die Bronzemedaille hinter Nigeria und Südafrika und belegte mit der 4-mal-400-Meter-Staffel in 3:32,93 min Rang vier. Bei den World Athletics Relays 2021 im polnischen Chorzów belegte sie mit der 4-mal-200-Meter-Staffel mit neuem Landesrekord von 1:38,26 min den fünften Platz und in der gemischten 4-mal-400-Meter-Staffel wurde sie im Vorlauf disqualifiziert. Im Jahr darauf gewann sie bei den Afrikameisterschaften in Port Louis in 3:35,55 min gemeinsam mit Veronica Mutua, Jacinter Shikanda und Hellen Syombua die Silbermedaille in der 4-mal-400-Meter-Staffel hinter dem Team aus Südafrika. Bei den World Athletics Relays 2024 auf den Bahamas verpasste sie mit der 4-mal-400-Meter-Staffel eine Direktqualifikation für die Olympischen Spiele in Paris. Anschließend ging sie bei den Afrikameisterschaften in Douala im Halbfinale über 400 Meter nicht mehr an den Start und gewann mit der Staffel in 3:32,65 min gemeinsam mit Veronica Mututa, Esther Mbagari und Mercy Chebet die Bronzemedaille hinter den Teams aus Nigeria und Sambia.
2018 wurde Cherono kenianische Meisterin im 100-Meter-Lauf.

## Persönliche Bestzeiten
- 100 Meter: 11,93 s, 21. Juni 2018 in Nairobi
- 200 Meter: 24,08 s, 23. Juni 2018 in Nairobi
- 400 Meter: 52,85 s, 13. Juli 2019 in Nairobi
  - 400 Meter (Halle): 55,91 s, 16. Februar 2020 in Istanbul